# Paulus Diaconus

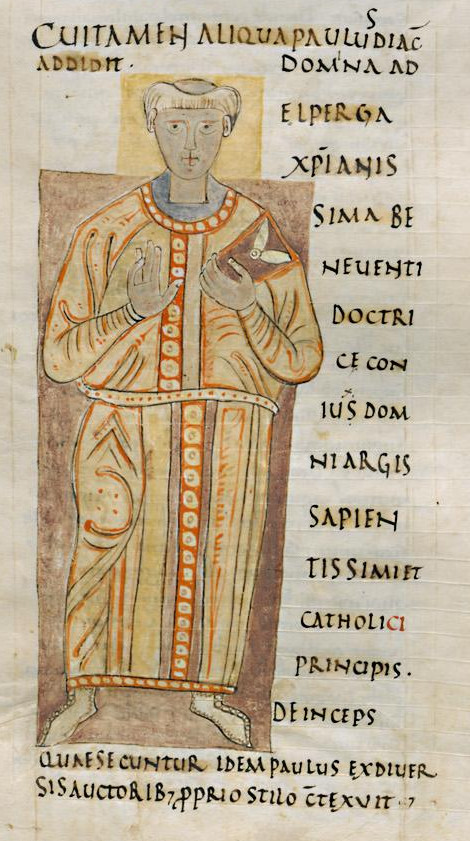
Paulus Diaconus

Paulus Diaconus, född omkring 725, död 13 april 799, var en langobardisk benediktinsk munk. Han är främst känd som historieskrivare för sitt folk. 
Andra förekommande namn i svenska källhänvisningar är Warnefred och Cassinensis, (dvs från Monte Cassino).

## Langobardernas historia
Diaconii viktigaste verk är utan tvekan Langobardernas historia (Historia Langobardorum). Denna inkompletta historia över det germanska folket langobardernas öden skrevs efter år 787, dock senast 795/6, eventuellt vid Monte Cassino. Verket behandlar langobardernas historia från år 568 fram till kung Liutprands död 744, och innehåller även mycket information om Bysantinska riket, frankerna med mera. Boken berättas ur en langobards perspektiv och är inte minst intressant när det gäller relationerna mellan franker och langobarder. De första raderna lyder:

Ju längre bort de nordliga trakterna ligger från solens hetta och ju mer de avkyls av snö och köld, desto hälsosammare är de för människokroppen, desto mer ägnar de sig för befolkningens tillväxt; och omvänt, ju närmare de sydliga trakterna ligger solens glöd, desto oftare förekommer det sjukdomar där och desto mindre är de lämpade för människors utveckling.

I Langobardernas historia har Diaconus sammanfogat tre traditionslinjer: en langobardisk, en frankisk och en östromersk. Den langobardiska källa som han lutar sig mot är Secundus, biskop av Trento (död 612), Gesta Langobardorum, ett idag dessvärre förlorat verk. Informatonen rörande frankernas öden fann Diaconus hos Gregorius av Tours' Historia Francorum. Informationen om Östrom tycks Diaconus funnit i en romersk-bysantinsk krönika antagligen författad i Ravenna. 
En modern svensk roman som inspirerats av Langobardernas historia är Eyvind Johnsons Hans nådes tid (1960).